# Fira de Melilla
La Fira de Setembre o Fira de Melilla és la fira de la ciutat espanyola de Melilla, celebrada en honor a la seva Patrona, la Verge de la Victòria i el recinte firal de la qual s'enclava a l'Esplanada Multifuncional de Sant Lorenzo, un entorn modern per a una fira tradicional, pròxim al port esportiu.

## Història
La primera edició firal recordada es va celebrar en 1903.

## Descripció

### De Dia
D'uns anys a aquesta part s'imposa la Fira de Dia, amb desenes de casetes particulars i oficials i establiments per a prendre l'aperitiu, amb la gastronomia de Melilla, tan variada i multicultural com la seva població al ritme de rumbes i sevillanes.
El recinte festiu s'omple d'animació, grups rocieros, penyes i actuacions.
Gens mancada en la Fira de Melilla.

### De Nit
La nit firal és festa i port. La Caseta Oficial de Festejos se suma a l'alegria oferint, cada nit, actuacions musicals de primer nivell arribades de la Península i de grups locals a l'alça que busquen un buit en el panorama artístic nacional.
El 8 de setembre és el dia de la Verge de la Victòria, Patrona de Melilla, l'ambient festiu dóna pas, per unes hores, al recolliment cristià i Melilla es llança al carrer en serena processó per a retre homenatge a la imatge de la Verge, Coronada i Alcaldessa Perpètua, que abandona temporalment el seu enclavament a dalt de les muralles llegendàries per a baixar a l'Eixample Modernista.

## Data de celebració
La fira es va celebrar des de 1903 amb una durada de vuit dies.

## Vestit tradicional
El vestit de flamenca, que és un vestit típic andalús, el nom del qual prové del flamenc, que és un tipus de música folklòrica amb influències gitanes.

## Els toros
Els toros en la plaça de toros de Melilla han estat units a la celebració de la fira des del començament.